# Manuel Guanini
Manuel Guanini (14 de febrero de 1996, La Plata, Provincia de Buenos Aires, Argentina) es un futbolista argentino que juega en la posición de defensor central y su actual equipo es Badalona Futur de la Segunda Federación, cuarta categoría del fútbol español.

## Trayectoria

### Gimnasia y Esgrima La Plata
Su carrera comenzó en Gimnasia y Esgrima La Plata, donde jugó desde 2015 hasta 2020, donde jugó 67 partidos y marcó 1 gol.

### Newell's Old Boys
El 15 de julio de 2020 se confirmó su traspaso a Newell's Old Boys, firmando a préstamo por 18 meses.

### Sarmiento de Junín
El 31 de diciembre de 2021 se confirmó su llegada a Sarmiento.